# Pretoke
Pretoke (em cirílico: Претоке) é uma vila da Sérvia localizada no município de Knić, pertencente ao distrito de Šumadija, na região de Šumadija e Gruža. A sua população era de 440 habitantes segundo o censo de 2011.

## Demografia
| 1948 | 1953 | 1961 | 1971 | 1981 | 1991 | 2002 | 2011 |
| ---- | ---- | ---- | ---- | ---- | ---- | ---- | ---- |
| 1369 | 1293 | 1150 | 1022 | 840  | 752  | 577  | 440  |